# Tohokushinsha Film
Tohokushinsha Film Corporation (株式会社東北新社 Kabushiki-gaisha Tōhoku Shinsha?), es una compañía de producción y distribución de películas establecida en Akasaka, Tokio. Destaca por haber producido Lost in Translation (2003) y María Antonieta (2006), ambas de Sofia Coppola, las películas anime Patlabor: la película(1989) de Mamoru Oshii, Saikano (2002) de Mitsuko Kase, Appleseed (2004) de Shinji Aramaki, Sousei no Aquarion (2005) de Shōji Kawamori y la serie de televisión Garo (2005).